# Vertine
Vertine è una frazione del comune italiano di Gaiole in Chianti, nella provincia di Siena, in Toscana.

## Storia
La prima menzione del Castello di Vertine risale a un documento privato del 1013 mentre in un atto del 1049 un tale Pietro di Pietro dona al monastero di Coltibuono l'Integram suam portionem de castello e curte de Vertine, sempre da quel documento risulta che la località fosse sede di una corte comprendente 12 mansi. La località è citata anche in documenti dell'XI e del XII secolo in cui viene documentata la proprietà del castello da parte di diverse famiglie e solo nel 1202 si ha la prima indicazione sulla presenza dei Ricasoli che poi ne furono proprietari fino all'epoca moderna. Nel 1312 e nel 1351 alcuni esponenti della famiglia Ricasoli compirono degli atti di ribellione nei confronti dell'autorità fiorentine e dei membri della loro famiglia rimasti fedeli a Firenze, questi atti sembra siano stati compiuti con il concorso dei senesi.
Durante le guerre aragonesi, tra il 1452 e il 1478, il castello divenne la principale residenza dei Ricasoli che in quel periodo avevano la carica di Commissari della Repubblica di Firenze per il Chianti. Nel XVI secolo a Vertine vennero restaurate le fortificazioni.
Oggi Vertine è un borgo fortificato visitato da un notevole numero di turisti attratti dalla notevole conservazione del suo centro abitato e dal fatto di essere nel territorio del Chianti Classico.

## Monumenti e luoghi d'interesse

### Centro abitato
Vertine si presenta racchiuso nelle sue mura difensive. In origine il circuito murario si sviluppava con un andamento grossomodo ellittico ed era scandito da alcune torri, una delle quali, in corrispondenza della principale porta di accesso costituiva il Cassero, una soluzione simile a quella di Tignano. Oggi la cinta muraria manca in alcuni tratti come sul retro della chiesa parrocchiale e nei pressi della porta meridionale, che era posta esattamente all'opposto di quella del cassero. Le due porte sono collegate da una strada che ancora oggi presenta tracce dell'acciottolato medievale.
Il cassero, restaurato integralmente alla fine del XX secolo, è costituito da un possente torrione a pianta rettangolare, rivestito in filaretto di alberese, in cui in corrispondenza di ogni piano si aprono finestre ad arco ribassato; sul lato interno è presente una porta con stipiti in arenaria. A fianco del cassero è l'unica porta di accesso rimasta che è costituita da un arco a tutto sesto che sovrasta un arco ribassato in laterizio.
Nell'abitato di Vertine sono numerose costruzioni coeve al cassero che conferiscono al borgo un aspetto tipicamente medievale. Da segnalare è il grande edificio posto nella parte meridionale che presenta un accurato rivestimento in filaretto di alberese e che per la sua imponenza potrebbe essere stato la residenza dei signori del luogo.

### Architetture religiose
Nell'abitato è la chiesa di San Bartolomeo, un edificio ricostruito in forme neoromaniche negli anni trenta del XX secolo.